# Soletanche Freyssinet
 (janvier 2021).
Si vous disposez d'ouvrages ou d'articles de référence ou si vous connaissez des sites web de qualité traitant du thème abordé ici, merci de compléter l'article en donnant les références utiles à sa vérifiabilité et en les liant à la section « Notes et références ».
Pour les articles homonymes, voir Freyssinet.
Soletanche Freyssinet est une entreprise du groupe VINCI, spécialisée dans les activités du sol, des structures et du nucléaire.

## Historique
Soletanche Freyssinet est née de la fusion en 2009 des entreprises Soletanche Bachy et du groupe Freyssinet (composé des sociétés Freyssinet, Menard, Terre Armée et Nuvia). En 2016, le groupe s'élargit avec la création de Sixense, marque spécialisée dans la surveillance, le diagnostic et la modélisation des ouvrages.

## Présentation
Soletanche Freyssinet est présent dans plus de 90 pays.

## Filiales et domaines d'activités

### Soletanche Bachy
Avec 10 667 collaborateurs et un chiffre d'affaires de 2 326 millions d'€ de chiffre d'affaires, en 2023, cette filiale est spécialisée dans les fondations spéciales et technologies du sol. 

### Menard
Avec 2 389 collaborateurs et un chiffre d'affaires de 676 millions d'€ en 2023, MENARD est le spécialiste mondial dans le renforcement et l'amélioration des sols.

### Terre Armée
Avec 948 collaborateurs et un chiffre d'affaires de 293 millions d'€ de chiffre d'affaires, en 2024, cette filiale est spécialisée dans les ouvrages de soutènement et les tunnels en voûtes préfabriquées.

### Freyssinet
Avec 6 632 collaborateurs et un chiffre d'affaires de 933 millions d'€ de chiffre d'affaires, en 2024, cette filiale est spécialisée dans les solutions techniques intégrées pour la construction et la réparation de structures.

### Nuvia
Avec 2 732 collaborateurs et un chiffre d'affaires de 329 millions d'€ de chiffre d'affaires, en 2024, cette filiale est spécialisée dans le nucléaire, civil et militaire. 

### Sixense
Avec 823 collaborateurs et un chiffre d'affaires de 117 millions d'€ de chiffre d'affaires, en 2024, cette filiale est spécialisée dans la surveillance, le diagnostic et la modélisation des ouvrages.

### ActivSkeen
En 2018, le groupe Soletanche Freyssinet a créé la société ActivSkeen spécialisée dans le développement et l'installation d'enveloppes actives pour les bâtiments (BIPV). 

## Réalisations
Sources : www.soletanche-bachy.com
- Tramway T6 Châtillon-Vélizy-Viroflay en France
- Liaison ferroviaire CEVA en Suisse
- Crossrail et Lee Tunnel (en) au Royaume-Uni
- Usine Lego en Hongrie
- Barrage Al Hoceïma au Maroc
- Port de Lomé au Togo
- Terminal 3 du port de Jebel Ali aux Émirats arabes unis (Dubaï)
- Port de Sept-Îles au Canada
- Mine d'El Teniente au Chili
- Barrage de Wolf Creek (en), Université Columbia, tunnel du port de Miami (en) et reconstruction du temple de Provo aux États-Unis
- tours Reforma (en), tour BBVA Bancomer et tour Mitikah 2 au Mexique
- Puerto Brisa en Colombie
- Gratte-ciel DUO, construction des stations Orchard Station (en), Gardens on the Bay Station (en) et des tunnels associés de la ligne de métro Thomson (en) (Thomson Line) et la Galerie nationale à Singapour
- Central–Wan Chai Bypass (en), Métro de Hong Kong Station Tseung Kwan O (en)
- Station de Bukit Bintang sur le monorail de Kuala Lumpur en Malaisie
- Barrage du lac Nyos au Cameroun